# Communications in Analysis and Mechanics
Communications in Analysis and Mechanics ist eine vom American Institute of Mathematical Sciences herausgegebene englischsprachige mathematische Fachzeitschrift. Sie ist der Nachfolger des von 2009 bis Anfang 2023 erschienenen Journal of Geometric Mechanics und veröffentlicht Arbeiten über mathematische Analysis und Mechanik.